# Jessica McDonald
Jessica Marie McDonald (født 28. februar 1988) er en kvindelig amerikansk fodboldspiller, der spiller som angriber for North Carolina Courage i National Women's Soccer League og USA's kvindefodboldlandshold, siden 2016. 
Hun har siden Januar 2019, spillet for den amerikanske storklub North Carolina Courage.
Hun har tidligere optrådt for det australske W-League hold Melbourne Victory og for Western New York Flash, Chicago Red Stars, Seattle Reign FC, Portland Thorns FC and Houston Dash.
Hendes første og eneste meritter, indtil videre, var da hun var til at vinde VM 2019 i Frankrig.